# Jiří Skuhrovec
Jiří Skuhrovec (* 31. července 1984) je český vědec a výzkumník, pedagog, datový analytik a ekonom. Je vedoucí týmu zaměřeného na datové analýzy veřejných zakázek v Datlab Institutu.

## Vzdělání a akademické působení
Vystudoval ekonomii na Fakultě sociální věd Univerzity Karlovy (titul PhDr. a PhD.) a softwarové inženýrství na ČVUT (Ing.). Na Karlově univerzitě nadále působí jako vyučující. 

## Projekty a veřejné aktivity
Je autorem nebo spolutvůrcem několika portálů pro hodnocení veřejných zakázek, jejich zadavatelů a průzkum trhu. Většina z níže jmenovaných byla postupně implementována do Institutu Datlab (dříve EconLab) při Karlově Univerzitě v Praze.

### Projekty
- tenderman.cz
- zIndex.cz
- politickefinance.cz
- vsechnyzakazky.cz
- tender.sme.sk

Byl členem Rady vlády pro koordinaci boje s korupcí (2014). Je držitelem mimořádné ceny Czech Econometric Society za rozvoj výpočetních ekonometrických metod (2010) a vítěz Intel Innovation Contest (2007) - esej navrhující platformu studijního systému skriptum.cz.